# نیکولا ددوویچ
نیکولا ددوویچ (سیریلیک صربی: Никола Дедовић؛ زادهٔ ۲۵ ژانویهٔ ۱۹۹۲) بازیکن واترپلو اهل صربستان است.